# Neurobiologie
Neurobiologia este ramura biologiei, care se ocupă cu studierea celulelor sistemului nervos și cu organizarea acestor celule în circuite funcționale care prelucrează informația și mijlocesc procesele comportamentale, precum și cu studiul fenomenelor vitale de la nivelul sistemului nervos. 
Neurobiologia moleculară reprezintă tendința actuală de cercetare a bazelor moleculare care sunt suportui proceselor neuronale. 
Profesorul de neurobiologie  Patrick Haggard de la University College of London explica într-un articol limitele prezente ale acestei științe: “Pentru neurobiologi este extrem dificil să determine ce se întâmplă exact în creierul unei persoane care reflectează îndelung în scopul de a lua o decizie complexă. De aceea ei s-au rezumat până acum la a studia procese cerebrale prezidând acțiuni motorii simple, ca ridicarea brațului sau apăsarea pe un buton”. 